# Neurellipes
Neurellipes is een geslacht van vlinders van de familie van de Lycaenidae. De wetenschappelijke naam en de beschrijving van dit geslacht werden voor het eerst in 1910 gepubliceerd door George Thomas Bethune-Baker.
De soorten van dit geslacht komen voor in tropisch Afrika.

## Soorten
- Neurellipes alixae Libert, 2010
- Neurellipes atewa (Larsen & Collins, 1998)
- Neurellipes bakeri (Druce, 1910)
- Neurellipes boormani Libert, 2010
- Neurellipes buchholzi (Plötz, 1880)
- Neurellipes cuypersi Libert, 2010
- Neurellipes darwini Libert, 2010
- Neurellipes discimacula (Joicey & Talbot, 1921)
- Neurellipes dubia Libert, 2010
- Neurellipes ducarmei Libert, 2010
- Neurellipes emkopoti (Larsen & Collins, 1998)
- Neurellipes erythropoecilus (Holland, 1893)
- Neurellipes ferenczi Libert, 2010
- Neurellipes flavomaculatus (Grose-Smith & Kirby, [1893])
- Neurellipes fulvimacula (Mabille, 1890)
- Neurellipes georgiadisi (Larsen, 2009)
- Neurellipes gola Libert, 2010
- Neurellipes helpsi (Larsen, 1994)
- Neurellipes inferna (Bethune-Baker, 1926)
- Neurellipes juba (Fabricius, 1787)
- Neurellipes kampala (Bethune-Baker, 1910)
- Neurellipes katera (Talbot, 1937)
- Neurellipes lachares (Hewitson, [1878])
- Neurellipes lamprocles (Hewitson, [1878])
- Neurellipes larseni Libert, 2010
- Neurellipes leptines (Hewitson, 1874)
- Neurellipes lusones (Hewitson, 1874)
- Neurellipes lychnaptes (Holland, 1891)
- Neurellipes lychnides (Hewitson, [1878])
- Neurellipes lycotas (Grose-Smith, 1898)
- Neurellipes lysicles (Hewitson, 1874)
- Neurellipes lyzanius (Hewitson, 1874)
- Neurellipes mahota (Grose-Smith, 1887)
- Neurellipes makala (Bethune-Baker, 1910)
- Neurellipes mirellae Belcastro & Libert, 2010
- Neurellipes ngoko (Stempffer, 1962)
- Neurellipes onias (Hulstaert, 1924)
- Neurellipes pyroptera (Aurivillius, 1895)
- Neurellipes radiata (Bethune-Baker, 1910)
- Neurellipes ramnika (d’Abrera, 1980)
- Neurellipes rhoko Safian, 2014
- Neurellipes rufomarginata (Bethune-Baker, 1910)
- Neurellipes scintillula (Holland, 1891)
- Neurellipes sonia Libert, 2010
- Neurellipes tanzaniensis Libert, 2010
- Neurellipes tessmanni Libert, 2010
- Neurellipes versatilis (Bethune-Baker, 1910)
- Neurellipes xanthopoecilus (Holland, 1893)
- Neurellipes zenkeri (Karsch, 1895)